# Achmied Usmanow
Achmied Magomiedowicz Usmanow (ros. Ахмед Магомедович Усманов; ur. 16 września 1996) – rosyjski zapaśnik startujący w stylu wolnym. Złoty medalista mistrzostw świata w 2023 roku. 
Mistrz Europy w 2024 i 2025. Wygrał indywidualny Puchar Świata w 2020. Wicemistrz świata juniorów w 2016. Mistrz Rosji w 2020 i 2023; drugi w 2021 roku.